# M/S Mega Victoria

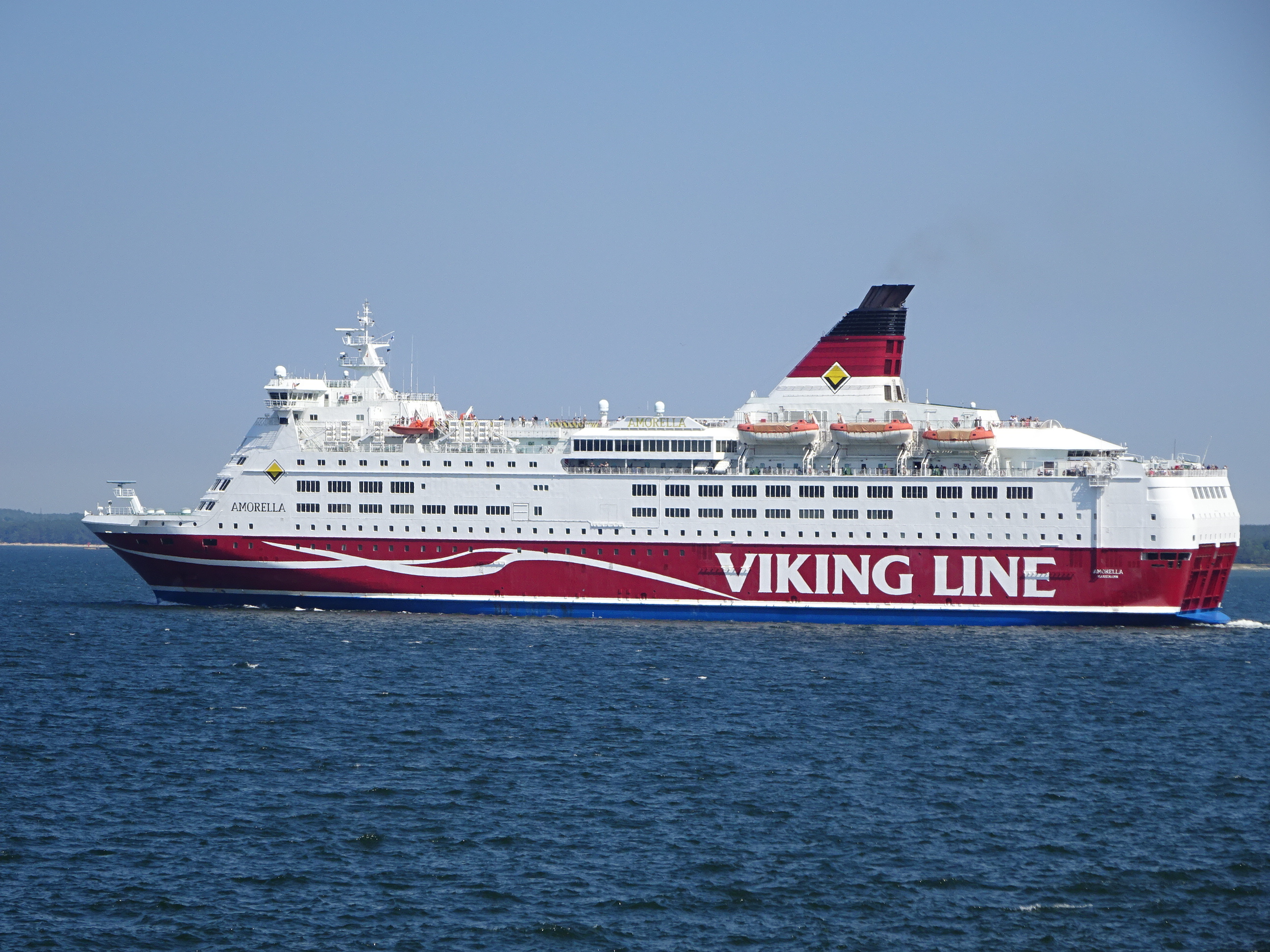
M/S Amorella vid Tallinnbukten i juni 2022.

M/S Mega Victoria är en kryssningsfärja ägd av det italienska rederiet Corsica/sardinia ferries. Fartyget hette M/S Amorella och ägdes av Viking Line. 
M/S Amorella trafikerade sträckan Stockholm–Åbo via Åland (Mariehamn/Långnäs) i hela 33 år. 
Den sista tiden från 1 april-18 september 2022 trafikerade sträckan Stockholm-Mariehamn-Helsingfors.

## Historik
Amorella är byggd 1988 vid Brodogradiliste Split i Split i dåvarande Jugoslavien. Fartyget har tre systerfartyg, Isabella (från och med  2013 Isabelle), Gabriella och Crown of Scandinavia.
Amorella är det enda av de fyra systerfartygen som inte fått skybar och aktersponsoner. 
Fartyget har ett maskineri på fyra Wärtsilä-Pielstick 12 PC2 6V-400 dieselmotorer som har en effekt på 23 769 kW. Toppfarten är på 21,5 knop. Amorella kan ta 2 480 passagerare och har 1 946 hyttplatser. På bildäcket finns det plats för 450 bilar.
Viking Line meddelade den 5 augusti 2022 att Amorella såldes  till Corsica Ferries SAS för ett pris av 19,1 miljoner euro. Hennes sista avgång i Viking Lines trafik var 17 september på linjen Stockholm-Helsingfors. Därefter läggs hon upp innan avfärd till de nya ägarna.
Den 1 mars 2022 ersattes hon av nybygget M/S Viking Glory på rutten Stockholm–Åbo via Åland (Mariehamn/Långnäs).

### Servicehistorik
Viking Line:
- 10 januari 2005: Servicedag ombord.
- September 2008: Renoverad i Landskrona.

### Linjehistorik
Viking Line:
- 14 oktober 1988 - 1 juni 1997:       Stockholm-Mariehamn-Åbo
- 2 juni 1997 – 15 juni 1997:    Stockholm-Helsingfors
- 16 juni 1997 – maj 1998:     Stockholm-Mariehamn-Åbo
- Maj 1998 – maj 1998:     Stockholm-Helsingfors
- Maj 1998 – juni 1999:             Stockholm-Mariehamn-Åbo
- 1 juli 1999 – 12 september 2002:  Stockholm-Mariehamn/Långnäs-Åbo
- 13 september 2002 – 3 oktober 2002: Stockholm-Mariehamn-Helsingfors
- Oktober 2002:                                 Stockholm-Mariehamn/Långnäs-Åbo
- 13 maj 2013:                                     Stockholm-Mariehamn-Helsingfors         (Bara tills Gabriella kommer ut från varvet i Nådendal)
- 2013 - 2022:                                    Stockholm-Mariehamn/Långnäs-Åbo
- 1 april 2022 - 18 september 2022:         Stockholm-Mariehamn-Helsingfors,(Sommarsäsongen - Stockholm-Mariehamn-Helsingfors-Tallinn)

Corsica Ferries:
- 2023-:       Savona-Bastia, Nice-Bastia, Nice-L'Ile Rousse, Toulon-Bastia, Toulon-Ajaccio, Toulon-Porto Vecchio, Toulon-L'Ile Rousse, Toulon-Porto Torres,

## Olyckor och tillbud
- 1 februari 1993: Går på grund utanför Vaxholm och får skador längs hela babordssidan. Tas ur trafik för reparation.
- 27 februari 1995: Brand i hytt ombord.
- 10 oktober 2001: Anlagd brand i hytt ombord.
- 3 november 2002: En person faller överbord på resa mot Åbo.
- 19 maj 2005: En bil av modellen Volvo 740 fattar eld på bildäck. Branden släcks.
- 4–5 mars 2010: Amorella fastnar i isen nära ön Tjärven i Stockholms skärgård nära Kapellskär. Samma kväll kolliderar man även lätt med M/S Finnfellow som ska försöka dra loss Amorella men misslyckas. Amorella kom loss senare på natten.

### Grundstötning i Apotekarens farled 2013
M/S Amorella har stött på grund i Apotekarens farled i Föglö två gånger. Första gången det skedde var den 14 december 2013, då fartyget var på väg från Åbo till Mariehamn. Ett misstag vid underhållsarbete ledde till en störning i elsystemet, som gjorde att styrförmågan förlorades. Ett läckage i förpiken uppstod, men efter att skadorna kontrollerats fick fartyget tillstånd att fortsätta till Mariehamn. Amorella dockades i Raumo och återgick i trafik den 20 december.

### Grundstötning i Apotekarens farled 2020
Den 20 september 2020 stötte M/S Amorella på grund i Apotekarens farled för andra gången. På väg från Åbo till Mariehamn uppstod ett tekniskt fel i fartygets effektregleringssystem som flyttade den högra propellerns bladvinklar till fullt backningsläge. Efter en första bottenkänning sydost om Hjulgrund beslutade befälhavaren att köra upp fartyget på stranden vid ön Järsö för att stabilisera situationen. Ombord fanns 200 passagerare och kring 80 besättningsmedlemmar. Evakuering av samtliga passagerare och en del av personalen till Svinö hamn i Lumparland på fasta Åland utfördes med hjälp av fyra mindre fartyg.
Efter att Olycksutredningscentralen undersökt olycksområdet under vattenytan hittades ett stenblock som man bedömde att hade hamnat där som en följd av Amorellas grundstötning. Stenblocket hade spår av rost och färg från Amorella. Trafikledsverket avlägsnade stenblocket genom sprängning och farleden öppnades för trafik igen den 2 oktober.
Den 23 september bogserades Amorella till Långnäs hamn i Lumparland och dagen efter vidare till varv i Nådendal. Amorella återgick i trafik den 4 november.